# نوپسرها آنامانا
نوپْسِرها آنّامانا یک گونه سوسک از خانوادهٔ سوسک‌های شاخک‌دراز است. استفان فون برونینگ در سال ۱۹۶۰ آن را بررسی و توصیف کرد.